# Scuola elementare (film 1991)
Scuola elementare (Obecná skola) è un film del 1991 diretto da Jan Svěrák.
Fu nominato all'Oscar al miglior film straniero.

## Trama
Nell'anno scolastico 1945-46 Eda e il suo amico Tonda hanno dieci anni e frequentano la scuola nella periferia di Praga. La classe, tutta maschile, spicca per il comportamento indisciplinato, e la loro insegnante dà segni di pazzia. Viene sostituita da Igor Hnízdo, eroe di guerra, uomo energico e amante della giustizia, ma sensibile al sesso debole. Quando il nuovo insegnante verrà messo in discussione, i suoi alunni lo difenderanno.